# معهد بحوث أمراض العيون (مصر)
معهد بحوث أمراض العيون
(بالإنجليزية: Research Institute of Ophthalmology - RIO) هو معهد حكومي بحثي مصري يتبع وزارة البحث العلمي.

## القرارات المنظمة
- قرار رئيس الجمهورية رقم 40 لسنة 1989: في شأن انشاء معهد بحوث أمراض العيون.[2]
- قرار رئيس الجمهورية رقم 378 لسنة 1998: بشأن إعادة تنظيم المجلس الأعلى لمراكز ومعاهد البحوث بقطاع البحث العلمي وتعديل اسمه إلى مجلس المراكز والمعاهد والهيئات البحثية التابعة لوزير الدولة لشئون البحث العلمي.[3]
- قرار رئيس الجمهورية رقم 414 لسنة 2021: بإصدار اللائحة التنفيذية لمعهد بحوث أمراض العيون.[4]